# Lu Lingxuan
Lu Lingxuan, född okänt år, död 577, var en politiskt inflytelserik kinesisk gunstling. Hon var amma och barnsköterska till kejsar Gao Wei av Norra Qidynastin, och utövade ett stort inflytande Gao Weis regeringstid 565–577.